# 1041
1041. је била проста година.

## Догађаји
- 17. март — Битка на Оливету: Нормани и Лангобарди под командом Вилијама I од Отвила наносе пораз византијској војсци под командом Михајла Доекијана и Харалда Хадраде.
- 4. мај — Битка код Монтемађора: Ломбардско-норманске побуњеничке снаге, предвођене Вилијамом I, поново побеђују византијску војску на брду Монтемађоре, близу реке Офанто.
- 3. септембар — Битка код Монтепелоса: Вилијам I побеђују Византијце код Монтепелоса. Током битке је заробљен Војоан, гувернер Катепаната Италије.
- 10. децембар — Византијски цар Михаило IV Пафлагонац умире након шест година владавине. Његова супруга, царица Зоја, уздиже (по савету свог љубавника Јована Орфанотрофа) свог усвојеног сина на престо, као Михаила V Калафата.

## Смрти
- 10. децембар — Михаило IV Пафлагонац, византијски цар (р. 1010)
- Петар Дељан